# Neoris stoliczkana
Neoris stoliczkana är en fjärilsart som beskrevs av Felder 1874. Neoris stoliczkana ingår i släktet Neoris och familjen påfågelsspinnare. Inga underarter finns listade i Catalogue of Life.